# نانچانگ کیو-۶
نانچانگ کیو-۶ (به انگلیسی: Nanchang Q-6) یک هواپیمای هواگرد تهاجمی ساختِ کارخانهٔ نانچانگ در کشور جمهوری خلق چین است. نخستین استفاده‌کنندهٔ این هواپیما نیروی هوایی ارتش آزادی‌بخش خلق بوده‌است.